# Wladimir Alexandrowitsch Dolganow
Wladimir Alexandrowitsch Dolganow (russisch Владимир Александрович Долганов; * 15. März 1947 in Snamenskoje, Oblast Omsk) ist ein ehemaliger sowjetischer Skilangläufer.
Dolganow belegte bei der Winter-Universiade 1970 in Rovaniemi die Silbermedaille über 15 km. Bei seiner einzigen Olympiateilnahme im Februar 1972 in Sapporo lief er auf den 16. Platz über 30 km. Im selben Jahr errang er bei den Lahti Ski Games den zweiten Platz im Lauf über 50 km.